# Pòssum pigmeu de De Vis
El pòssum pigmeu de De Vis (Acrobates frontalis) és una espècie de marsupial diprotodont de la família dels acrobàtids. És endèmic de l'est d'Austràlia, on viu a altituds d'entre 0 i 700 msnm o més. El seu hàbitat natural són els boscos esclerofil·les oberts. Durant molt de temps fou considerat una subespècie del pòssum pigmeu acròbata (A. pygmaeus), però a la dècada del 2010 en fou separat basant-se en dades genètiques i morfològiques. Tenen una dentadura idèntica. Els mascles de pòssum pigmeu de De Vis són un 10% més grossos que les femelles. Una altra diferència entre els dos sexes és que els mascles segueixen la regla de Bergmann i les femelles no.